# سعید کاظمی آشتیانی
سعید کاظمی آشتیانی (۱ فروردین ۱۳۴۰ – ۱۴ دی ۱۳۸۴) جنین‌شناس ایرانی، بنیانگذار و رئیس سابق پژوهشگاه رویان و جهاد دانشگاهی دانشگاه علوم پزشکی ایران بود. وی دانش‌آموختۀ دکتری ژنتیک از دانشگاه تربیت مدرس بود، که پس از تشکیل پژوهشکده رویان، در رشد طب تولید مثل، فناوری سلول‌های بنیادی و همانند سازی در ایران نقش بسزایی داشت. از آشتیانی در سال ۱۳۸۳ در مراسم چهره‌های ماندگار جمهوری اسلامی تقدیر شد.

## زندگی
کاظمی آشتیانی در اول فروردین ۱۳۴۰ از پدر و مادری که اهل آشتیان بودند در تهران زاده شد. در سال ۱۳۵۸ در رشتۀ فیزیوتراپی دانشگاه علوم پزشکی ایران تحصیلات دانشگاهی را آغاز کرد و هم‌زمان از همان سال ۵۸ به تدریس ادبیات و بینش اسلامی در هنرستان فنی و نمونه دولتی آزادی فلسطین واقع در خیابان دماوند تهران پرداخت. تعطیلی دانشگاه‌ها هم‌زمان با انقلاب فرهنگی اندکی در تحصیل او وقفه ایجاد کرد. اما با حضور در جبهه‌های جنگ ایران و عراق این وقفه طولانی‌تر شد. وی سرانجام پس از ۱۱ سال به سال ۱۳۶۹ مدرک کارشناسی ارشدش را در رشتۀ فیزیوتراپی اخذ کرده و از دانشکدۀ علوم توانبخشی فارغ‌التحصیل شد.

## تأسیس موسسات تحقیقاتی
وی با همکاری دو تن از همکارانش به سال ۱۳۶۱، جهاد گروه پزشکی را در دانشگاه علوم پزشکی ایران تأسیس کرد. این گروه در واقع هستۀ اولیۀ جهاد دانشگاهی علوم پزشکی ایران بود که در سال ۱۳۶۵ شکل گرفت. کاظمی تا سال ۱۳۷۰ مسئولیت بخش طرح‌ها و تحقیقات آن را بر عهده داشت. از سال ۱۳۷۱ همراه با تغییرات ساختار مدیریتی جهاد دانشگاهی در سمت ریاست جهاد دانشگاهی واحد علوم پزشکی ایران به فعالیت پرداخت که تا آخر عمرش ادامه داشت. در طی این منصب مراکز درمانی متعددی تأسیس و گروه‌های مختلف پژوهشی راه اندازی شد. پژوهشکده رویان جهاد دانشگاهی از مهم‌ترین این مراکز بود که به سال ۱۳۷۰ تأسیس شد؛ و با مدیریت وی به فعالیت پرداخت. از 
کاظمی آشتیانی هم‌زمان با مدیریت جهاد دانشگاهی و پژوهشکده رویان در مقطع دکترا در رشتۀ علوم تشریح با گرایش جنین‌شناسی در دانشگاه تربیت مدرس به تحصیلش ادامه داد و به سال ۱۳۷۶ درجۀ دکترایش را اخذ کرد.

## مسئولیت‌ها
کاظمی آشتیانی علاوه بر ریاست پژوهشکدۀ رویان و جهاد دانشگاهی واحد علوم پزشکی ایران، هم‌زمان حضوری پررنگ در فعالیت‌های علمی داشت. چاپ ده‌ها مقاله در مجلات علمی داخلی و بین‌المللی، انجام چندین طرح تحقیقاتی ملی، تدریس در دانشکده‌ها، نگارش کتاب، راه‌اندازی گروه‌های پژوهشی در شاخه‌های مختلف علوم پزشکی، برگزاری چند دورۀ جشنوارۀ بین‌المللی رویان، داوری جشنواره‌های علمی و سردبیری مجلۀ علمی پژوهشی یاخته از این جمله است. از ویژگی‌های منحصربه‌فرد او توجه به امر کاربردی کردن دانش و فناوری در درمان بود.

## درگذشت
کاظمی آشتیانی در عصر روز چهارشنبه ۱۴ دی ۱۳۸۴ در ۴۴ سالگی هنگامی که برای انجام تست ورزش مراجعه کرده بود بر اثر سکته قلبی در بیمارستان بقیةالله تهران درگذشت. شایعاتی دربارهٔ علت درگذشت وی و ترور او توسط اسرائیل شکل گرفته است.
سید علی خامنه‌ای در سخنرانی‌ها و پیامی که به مناسبت درگذشت او منتشر شد از لفظ «مرحوم» برای وی استفاده کرد اما در سخنرانی آغاز سال ۱۳۹۵ در حرم امام رضا برای اولین بار از وی با عنوان شهید نام برد ولی سایت او در پانوشت همان سخنرانی آن را اصلاح کرده است.

## در رسانه
کتاب‌های زیر دربارهٔ کاظمی آشتیانی به چاپ رسیده است:
- بنیاد سربلندی، به کوشش رحیم توسلیان، تاریخ انتشار: بهمن ۱۳۸۴
- داستان رویان، به کوشش محمد علی زمانیان، تاریخ انتشار: ۱۳۹۷
- روایت یک رویش، به کوشش ناصر ملایی، تاریخ انتشار: ۱۴۰۰
- همچنین در درس دهم کتاب فارسی پایۀ هفتم و کتاب تحلیل فرهنگی رشتۀ انسانی پایۀ یازدهم، از وی یاد شده است.